# Battaglia della Schelda
La battaglia della Schelda si compose da una serie di operazioni militari poste in essere dalla 1ª Armata canadese, guidata dal tenente generale (lieutenant-general) Guy Simonds. La battaglia ebbe luogo tra il Belgio settentrionale e il sud-ovest dei Paesi Bassi dal 2 ottobre all'8 novembre 1944, durante la Seconda guerra mondiale.

## Contesto
Durante la campagna della Linea Sigfrido la situazione logistica stava diventando critica, quindi l'apertura del porto di Anversa divenne una delle priorità principali. Il 12 settembre 1944 il compito di liberare la Schelda dalle forze naziste venne affidato alla 1ª Armata canadese, al comando del tenente generale Guy Simonds. La 1ª Armata canadese comprendeva, oltre alle unità canadesi raggruppate nel II Canadian Corps, la 1ª Divisione Corazzata polacca, la 49ª Divisione Fanteria inglese, la 52ª Divisione inglese e il I Corpo d'armata inglese, la brigata olandese Prinses Irene, forze belghe e norvegesi. Dall'altra parte, la 15ª Armata tedesca, comandata da Gustav-Adolf von Zangen.
Erano state pianificate quattro operazioni principali. La prima consisteva nella liberazione dell'area a nord di Anversa e nel mettere in sicurezza l'accesso a Zuid-Beveland. La seconda prevedeva la liberazione della sacca di Breskens a nord del canale Leopold ("Operazione Switchback"). La terza operazione, chiamata Operazione Vitality, consisteva nella conquista di Zuid-Beveland, e infine dell'isola Walcheren, che era stata fortificata e trasformata in una potente roccaforte.

## Svolgimento della battaglia
Il 21 settembre iniziò l'avanzata. La 4ª Divisione Corazzata canadese, muovendosi verso nord verso la riva sud della Schelda attorno alla città di Breskens, fu la prima ad affrontare il formidabile ostacolo della doppia linea di canali "Leopold" e "Dérivation de la Lys". Questi vennero attraversati e venne stabilita una testa di ponte, ma potenti azioni di contrattacco tedesche costrinsero la divisione a ritirarsi e subire pesanti perdite. La 1ª Divisione Corazzata polacca riuscì ad avere maggior successo, spostandosi a nordest verso la costa, occupando Terneuzen e liberando la riva sud della Schelda a est di Anversa. Divenne chiaro tuttavia che ulteriori progressi sarebbero stati possibili ad un costo enorme.
La 2ª Divisione Fanteria canadese iniziò la sua avanzata da nord verso Anversa il 2 ottobre. Soffrì molte perdite, tra cui la quasi totale distruzione di una delle 4 compagnie del 1º battaglione del Reggimento Black Watch della 5ª Brigata Fanteria il 13 ottobre (data ricordata dal reparto come black friday). Tuttavia, tre giorni dopo i canadesi riuscirono a prendere Woensdrecht, a seguito di un immenso sbarramento di artiglieria che costrinse i tedeschi alla ritirata. Questa operazione tagliò Zuid-Beveland e Walcheren dalla terra ferma e permise di raggiungere l'obiettivo della prima operazione.
Bernard Montgomery inviò una direttiva che poneva l'apertura dell'estuario della Schelda come prima priorità. A est, la 2ª Armata britannica attaccò verso ovest per liberare la parte a sud del fiume Maas. In questo modo fu più facile mettere in sicurezza la regione della Schelda da eventuali contrattacchi esterni.
Nell'"Operazione Switchback", la 3ª Divisione Fanteria canadese partecipò ad un attacco su due fronti: mentre la 7ª Brigata Fanteria attraversava il canale Leopold, la 9ª Brigata lanciava un assalto anfibio dalla parte costiera della sacca. Nonostante la strenua resistenza dei tedeschi, la 10ª Brigata attraversò Leopold e l'8ª si spostò verso sud, aprendo una via di rifornimento verso la sacca.
L'"Operazione Vitality", la terza fase principale della battaglia, prese il via il 24 ottobre. La 2ª Divisione Fanteria canadese iniziò ad aprire un varco verso Zuid-Beveland, ma venne rallentata dalle mine, dal fango e da una forte resistenza nemica. La 52ª Divisione inglese lanciò un attacco anfibio per posizionarsi dietro le linee difensive tedesche. In questo modo le formidabili difese tedesche vennero aggirate, e la 6ª Brigata Fanteria canadese iniziò un attacco frontale con barche da assalto. I Genieri furono successivamente in grado di creare un passaggio sul canale nella strada principale. A questo punto le difese crollarono e venne liberata Zuid-Beveland.
La quarta ed ultima fase, l'"Operazione Infatuate", era costituita dall'attacco all'isola fortificata di Walcheren, all'imboccatura della Schelda occidentale. Le dighe dell'isola vennero attaccate dai bombardieri della RAF il 3, il 7 e l'11 ottobre. In questo modo la parte centrale dell'isola fu inondata e i tedeschi furono costretti a ritirarsi nelle colline e fu possibile utilizzare i veicoli anfibi. Le unità della 2ª Divisione Fanteria canadese attaccarono e dopo sforzi accaniti, stabilirono una piccola "testa di ponte" sebbene precaria. Essi vennero aiutati da un battaglione della 52ª Divisione britannica. Assieme agli attacchi provenienti dall'acqua, la 52ª continuò ad avanzare.
Gli approdi anfibi iniziarono il 1º novembre da parte della 155ª Brigata Fanteria britannica in una spiaggia nella regione sud-orientale di Vlissingen. Nei giorni seguenti intrapresero combattimenti pesanti nelle strade contro i difensori tedeschi. Sempre il 1º novembre, dopo un pesante bombardamento navale della marina inglese, le truppe della 4ª Brigata Commandos, con unità del 10º Commando interalleato costituito da truppe belghe e norvegesi, supportate da veicoli corazzati specializzati della 79ª Divisione Corazzata, approdarono ad entrambi i lati sul bacino della diga. Una piccola forza si spostò verso sud-est, verso Vlissingen, mentre la forza principale si mosse verso nord est per ripulire la parte a nord di Walcheren e ricongiungersi con le truppe canadesi che avevano stabilito una testa di ponte nella parte orientale dell'isola. Nuovamente i tedeschi opposero una forte resistenza e i combattimenti continuarono fino al 7 novembre. Il giorno successivo un gruppo di veicoli anfibi entrarono a Middelburg, la capitale di Walcheren.
Nel frattempo, la 4ª Divisione Corazzata canadese si era spinta verso est oltre Bergen-op-Zoom verso Sint Philipsland dove affondò numerose unità nemiche nel porto di Zijpe. Con la liberazione del porto di Anversa, la quarta fase della Battaglia degli Schelda era completata e il 28 novembre il primo convoglio approdò nel porto.

## Nella cultura di massa
- Nel 2020 è lo sfondo del film La battaglia dimenticata.